# Fernanda Bayardo
María Fernanda Bayardo Salim es una política mexicana, nacida en Ciudad Juárez, Chihuahua, el 27 de octubre de 1986.
Es licenciada en Ciencia Política por el Instituto Tecnológico Autónomo de México (ITAM). En 2016 fue elegida como Diputada Constituyente de la Ciudad de México y en 2018 como concejal en la alcaldía Benito Juárez, donde presidió la Comisión de Planeación, Desarrollo y Participación e integró las comisiones de Igualdad Sustantiva y Medio Ambiente y Sustentabilidad.
En la administración pública federal, se desempeñó como Subdirectora de Coordinación Regional del Instituto Nacional de la Economía Social (INAES) y como Directora de Coordinación Regional y Sectorial del Instituto Mexicano de la Juventud (IMJUVE). Fue Coordinadora Nacional Adjunta de Jóvenes de la Sociedad Civil de la campaña a la Presidencia de la República del Lic. Enrique Peña Nieto y en 2015 fue candidata a diputada local por el distrito 17 en Benito Juárez.
Es integrante del colectivo 50más1, donde se desempeña como Vicecoordinadora de la Comisión de Derechos Políticos y Violencia Política en la Ciudad de México. De igual forma, ha colaborado en diversas publicaciones sobre el Proceso Constituyente de la Ciudad de México y ha sido columnista, panelista y vocera de su partido en distintos medios de comunicación.
Al interior del PRI, se desempeñó como Secretaria General del Instituto de Formación Política Jesús Reyes Heroles (2015-2020) y como Secretaria de Enlace con las Legislaturas de las Entidades Federativas del Comité Ejecutivo Nacional del PRI.. Además, fue integrante de la Comisión Nacional de Procesos Internos, de la Comisión Nacional de Ética Partidaria y del Comité Editorial.
Ha recibido distintos reconocimientos por su trayectoria, entre los que destacan la Presea al Mérito del Militante Juvenil otorgada por la Comisión Nacional de Justicia Partidaria del CEN del PRI (2020), la medalla “Jesús Reyes Heroles” por su labor ideológica y de formación política (2017), así como la medalla de la organización Sea Shepherd, en reconocimiento a sus aportaciones a la iniciativa “Delfines Libres” y a su trabajo en favor del bienestar animal en nuestro país (2017).